# Samaná
Samaná là một khu tự quản thuộc tỉnh Caldas, Colombia. Thủ phủ của khu tự quản Samaná đóng tại Samaná Khu tự quản Samaná có diện tích 930 ki lô mét vuông. Đến thời điểm ngày 28 tháng 5 năm 2005, khu tự quản Samaná có dân số 32513 người.